# Menk
Menk (en arménien Մենք, littéralement « Nous ») est une revue littéraire arménienne éditée d'avril 1931 à octobre 1932 à Paris, par l'Imprimerie Araxes.

## Historique
La revue paraît pour la première fois le 20 avril 1931. Ce premier numéro contient un manifeste signé par Nichan Béchiktachlian, Ghévont Méloyan, Hratch Sarkissian, Raphaël Zartarian, Haroutioun Frenkian, Vostanig, Kévork Kégharkouni, Nigoghos Sarafian, Puzant Topalian, Paylag Mikaélian, Archam Daderian, Zareh Vorpouni, Armen Lubin, Chavarch Nartouni et Vasken Chouchanian,. En voici le texte, traduit en français par Krikor Beledian :

« NOUS, soussignés, jeunes écrivains, avons constitué à Paris un groupe littéraire, « Nous », dont voici les objectifs :
- établir des liens étroits de camaraderie et renforcer l'esprit de sincère solidarité mutuelle, afin de servir d'une manière fructueuse la culture et la littératures arméniennes ;
- par notre solidarité et notre coopération même qui n'empêcheront jamais le développement libre et entier de la personnalité de chacun de nous, former un ciment liant tous les jeunes écrivains dispersés aux quatre coins du monde, et faciliter ainsi le développement et l'épanouissement d'une nouvelle littérature arménienne ;
- en recherchant en chacun des traits communs aux fils même du peuple, ainsi que des inspirations et des préoccupations, ouvrir la voie, explorer et donner forme, au cours du temps, à un manifeste général qui, tout en donnant entière liberté à la personnalité de chacun pourrait correspondre aux besoins de la culture arménienne. »

Cette revue est à l'origine d'un mouvement littéraire connu plus tard sous le nom d'« École de Paris »,. Elle est animée par la volonté de créer une nouvelle littérature arménienne à travers l'espace mondial ; le texte liminaire du premier numéro affirme que les signataires se proposent avant tout « d’établir des liens étroits de camaraderie et de fortifier l’esprit de sincère solidarité mutuelle, afin de servir d’une manière plus fructueuse la culture et la littérature arméniennes ». Les signataires revendiquent leur qualité d'artiste, s'insurgent contre la littérature du « sentiment national » arménien, et cherchent à donner une expression littéraire à leur expérience d'exilés jetée dans les grandes métropoles occidentales,.
Mais les premières dissensions apparaissent dès 1931 : Hagop Oshagan reproche notamment à la revue de manquer « le fond et le mystère arménien » et la revue cesse de paraître après cinq numéros. On retrouve la signature d'une partie des auteurs de Menk dans la revue Mechagouyt.

## Liste des numéros[3],[13]
- no 1, 20 avril 1931, [lire en ligne] ;
- no 2, 31 octobre 1931, [lire en ligne] ;
- no 3, 20 mai 1932, [lire en ligne] ;
- n° 4-5, dernier trimestre de 1932, [lire en ligne].